# ۱۱۹۳ (میلادی)
۱۱۹۳ (میلادی) هزار و صد و نود و سومین سال تقویم میلادی است.

## مناسبت‌ها
- پایان سلسله سلجوقیان

## زادگان
- سعدی
- ژان سوم دوکاس واتاتزس، امپراتور نیقیه (تاریخ احتمالی)

## درگذشتگان
‎